# Artur Terezan
Artur Langowski Terezan (* 8. Mai 1991) ist ein brasilianischer Hürdenläufer, der sich auf die 400-Meter-Distanz spezialisiert hat.

## Sportliche Laufbahn
Erste Erfahrungen bei internationalen Meisterschaften sammelte Artur Terezan im Jahr 2008, als er bei den Jugendsüdamerikameisterschaften in Lima in 53,94 s die Silbermedaille über 400 m Hürden gewann. 2013 belegte er bei den Südamerikameisterschaften in Cartagena in 52,30 s den sechsten Platz und im Jahr darauf wurde er bei den Südamerikaspielen in Santiago de Chile in 52,45 s Fünfter, ehe er bei den Ibero-Amerikanischen Meisterschaften in São Paulo nach 50,74 s auf Rang sieben gelangte. 2015 nahm er erstmals an der Sommer-Universiade in Gwangju teil und belegte dort in 49,73 s den vierten Platz. Zwei Jahre später schied er dann bei den Studentenweltspielen in Taipeh mit 51,89 s im Halbfinale aus und verpasste mit der brasilianischen 4-mal-400-Meter-Staffel mit 3:15,27 min den Finaleinzug. 2019 qualifizierte er sich für die Weltmeisterschaften in Doha und schied dort mit 51,52 s in der ersten Runde aus, ehe er bei den Militärweltspielen in Wuhan mit 52,01 s ebenfalls im Vorlauf ausschied und mit der Staffel in 3:06,82 min den fünften Platz belegte. 2021 gelangte er bei den Südamerikameisterschaften in Guayaquil über die Hürden bis ins Finale, ging dort aber nicht mehr an den Start.

## Persönliche Bestzeiten
- 400 m Hürden: 49,18 s, 16. September 2018 in Bragança Paulista